# 井川町町内巡回バス
井川町町内巡回バス（いかわまちちょうないじゅんかいバス）は、秋田県井川町で運行されている、コミュニティバスである。車両は｢さくら号｣と｢ゆうゆう号｣の2台を保有しており、運行事業者に運行委託で運営されている。

## 概要
井川町内唯一のバス路線であった秋田中央交通の井川線が廃止となり、少子高齢化が進む町内の状況、バリアフリー行政の対策の一環として、2008年10月1日より代替の公共交通路線として運行が開始された。町民の高齢化と過疎化によって、買い物や通院困難者が増加する懸念に対して、環境を整備する目的で運用されている。近隣の自治体の中ではいち早くコミュニティバス路線を設置したことから、隣接する五城目町のモデル事業「自動車依存地域における、路線バス廃止に伴う消費弱者の増加に対処する故郷再生モデル調査」では、交通網が整っておらず面積も広い町の特徴からモデルケースとして注目されている。路線バス廃止の時期がいわゆる平成の大合併の協議時期と重なっており、井川町でも周辺町村との合併協議が行われていたものの町民の反対多数で見送られた経緯があり、町民の評価として、町内を走る無料巡回バスのような町独自の施策ができるのは、合併しなかったからと評価する声もある。
路線は固定されておらず、便ごとに周回するルートが異なっている。
運行本数は、平日の場合、さくら号がおよそ7時から16時まで、午前4便、午後1便の計5便運行している。ゆうゆう号はおよそ7時半から16時半まで、午前3便、午後2便の計5便運行している。休日は、休日便としておよそ7時から16時半まで、午前3便、午後2便の計5便運行している (さくら号、ゆうゆう号の区別はない)。
一応、停留所は設定されているが、バス路線であればバス停以外でも乗降でき、手を挙げるなどで合図をすることで乗車可能である。バス車体はさくら号とゆうゆう号で異なる。さくら号は白地の大型バス、ゆうゆう号はシルバー地のマイクロバスである。

## 料金など
- 運賃は全区間無料で町民以外でも無料で利用できる[7]。

## 現行路線

### さくら号
平日に5便運転されている。各便の起点、停留所、終点は下記の通り。
- 1便 さくら駅・湖東病院行き (7:15 - 8:20運行)[6]

(起点)生活改善センター前 - 井内バス停 - 仲台バス停 - 老人福祉センター前 - 運動広場入口 - 八幡分館前 - 交差点前 - 小学校前 - 畠山建設前 - 町民体育館前 - 坂本バス停 - 上村バス停 - 秋田トランス前 - 伊藤商店前 - 役場前 - 農協前 - 神社前 - 勝又鮮魚店前 - スズキ部品バス停 - さくら駅 - (285号経由) - 五城目高校入口 - 湖東病院 - 五城目駅(終点)
- 2便 診療所・買い物・ゆうゆう行き (8:37 - 10:01運行)[6]

(起点)老人福祉センター前 - 運動広場入口 - 八幡分館前 - 畠山建設前 - 町民体育館前 - 十字路付近 - アマノ前 - 海老沢分館前 - 実相院前 - 今戸旧分館前 - 小今戸分館前 - 町営住宅入口 - 藤田商店前 - さくら分館前 - さくら駅 - スズキ部品バス停 - 勝又鮮魚店前 - 神社前 - 農協前 - 診療所 (役場) 前 - 伊藤商店前 - 秋田トランス前 - 上村バス停 - 坂本バス停前 - アマノ前 - 町民体育館前 - 畠山建設前 - 八幡分館前 - 運動広場入口 - 老人福祉センター前 - スズキ部品バス停 - 生活改善センター前 - 井内バス停 - 仲台バス停 - バス折り返し場 - 広域農道付近 - 老人福祉センター前(終点)
- 3便 買い物・診療所帰り (11:15 - 11:42運行)[6]

(起点)診療所 (役場) 前 - 伊藤商店前 - 秋田トランス前 - 上村バス停 - 坂本バス停前 - アマノ前 - 渡辺商店前 - 小泉分館前 - 宇治木分館前 - 上井河郵便局前 - 元農協バス停 - 神明社前 - 寺沢分館前 - 広域農道付近 - バス折り返し場(終点)
- 4便 湖東病院帰り (12:00 - 13:19運行)[6]

(起点)湖東病院 - 五城目駅 - 渡辺商店前 - 小泉分館前 - 宇治木分館前 - 海老沢分館前 - 伊藤商店前 - 秋田トランス前 - 上村バス停 - 坂本バス停 - 町民体育館前 - 畠山建設前 - 交差点前 - 小学校前 - 八幡分館前 - 上井河郵便局前 - 元農協バス停 - 神明社前 - 寺沢分館前 - 広域農道付近 - バス折り返し場 - 仲台バス停 - 井内バス停 - 生活改善センター前 - 老人福祉センター前 - 運動広場入口(終点)
- 5便 ゆうゆう帰り、さくら駅行き (15:30 - 16:05運行)[6]

(起点)老人福祉センター前 - 運動広場入口 - 八幡分館前 - 交差点前 - 小学校前 - 畠山建設前 - 町民体育館前 - 十字路付近 - アマノ前 - 海老沢分館前 - 実相院前 - 今戸旧分館前 - 小今戸分館前 - 町営住宅入口 - 藤田商店前 - さくら分館前 - さくら駅(終点)

### ゆうゆう号
平日に5便運転されている。各便の起点、停留所、終点は下記の通り。
- 1便 さくら駅・湖東病院行き (7:27 - 8:05運行)[6]

(起点)バス折り返し場 - 広域農道付近 - 寺沢分館前 - 神明社前 - 元農協バス停 - 上井河郵便局前 - 宇治木分館前 - 小泉分館前 - 渡辺商店前 - 海老沢分館前 - 実相院前 - 今戸旧分館前 - 小今戸分館前 - 町営住宅入口 - 藤田商店前 - さくら分館前 - さくら駅(5分停車) - 診療所 (役場) 前(終点)
- 2便 診療所・買い物・ゆうゆう行き (8:25 - 9:44運行)[6]

(起点)生活改善センター前 - 井内バス停 - 仲台バス停 - バス折り返し場 - 広域農道付近 - 寺沢分館前 - 神明社前 - 元農協バス停 - 上井河郵便局前 - 宇治木分館前 - 小泉分館前 -  渡辺商店前 - アマノ前 - 坂本バス停 - 上村バス停 - 秋田トランス前 - 伊藤商店前 - 診療所 (役場) 前 - 農協前 - 神社前 - さくら駅 - 小学校前 - 国花苑 - アマノ前 - 渡辺商店前 - 小泉分館前 - 宇治木分館前 - 上井河郵便局前 - 神明社前 - 元農協バス停 - 寺沢分館前 - 老人福祉センター前(終点)
- 3便 買い物・診療所帰り、五城目行き (10:55 - 12:40運行)[6]

(起点)さくら駅 - 国花苑 - アマノ前 - 上村バス停 - 秋田トランス前 - 伊藤商店前 - 診療所 (役場) 前 - 農協前 - 神社前 - 勝又鮮魚店前 - スズキ部品バス停 - さくら駅 - さくら分館前 - 藤田商店前 - 町営住宅入口 - 小今戸分館前 - 今戸旧分館前 - 実相院前 - 海老沢分館前 - アマノ前 - 十字路付近 - 町民体育館前 - 畠山建設前 - 交差点前 - 小学校前 - 八幡分館前 - 運動広場入口 - 老人福祉センター前 - 仲台バス停 - 井内バス停 - 生活改善センター前(折り返し) - 井内バス停 - 仲台バス停 - 寺沢分館前 - 元農協バス停 - 上井河郵便局前 - 宇治木分館前 - 小泉分館前 - 渡辺商店前 - 五城目駅(終点)
- 4便 湖東病院・さくら駅帰り (13:50 - 14:54運行)[6]

(起点)五城目駅 - 湖東病院 - 国花苑 - さくら駅 - 神社前 - 農協前 - 役場前 - 伊藤商店前 - 秋田トランス前 - 上村バス停 - 坂本バス停 - 町民体育館前 - 畠山建設前 - 八幡分館前 - 仲台バス停 - 井内バス停 - 生活改善センター前 - 老人福祉センター前 - 運動広場入口(終点)
- 5便 ゆうゆう帰り、さくら駅行き (15:20 - 16:28運行)[6]

(起点)老人福祉センター前 - 仲台バス停 - 井内バス停 - 生活改善センター前 - 老人福祉センター前 - 広域農道付近 - バス折り返し場 - 寺沢分館前 - 元農協バス停 - 神明社前 - 上井河郵便局前 - 宇治木分館前 - 小泉分館前 -  渡辺商店前 - アマノ前 - 坂本バス停 - 上村バス停 - 秋田トランス前 - 伊藤商店前 - 役場前 - 農協前 - 神社前 - 勝又鮮魚店前 - スズキ部品バス停 - さくら駅(終点)

### 休日運行
休日はさくら号、ゆうゆう号の区別なく、計5便運転されている。各便の起点、停留所、終点は下記の通り。
- 1便 さくら駅行き (7:00 - 7:35運行)[6]

(起点)生活改善センター前 - 井内バス停 - 仲台バス停 - 寺沢分館前 - 元農協バス停 - 上井河郵便局前 - 八幡分館前 - 畠山建設前 - 町民体育館前 - 坂本バス停 - 上村バス停 - 秋田トランス前 - 伊藤商店前 - 役場前 - 農協前 - 神社前 - さくら駅(終点)
- 2便 ゆうゆう・買い物行き (8:20 - 10:32運行)[6]

(起点)さくら駅 - 翠香苑前 - 小学校前 - 交差点前 - 運動広場入口 - 老人福祉センター前 - 運動広場入口 - 八幡分館前 - 畠山建設前 - 町民体育館前 - 十字路付近 - アマノ前 - 海老沢分館前 - 実相院前 - 今戸旧分館前 - 小今戸分館前 - 町営住宅入口 - 藤田商店前 - さくら分館前 - さくら駅 - スズキ部品バス停 - 勝又鮮魚店前 - 神社前 - 農協前 - 役場前 - 伊藤商店前 - 秋田トランス前 - 上村バス停 - 坂本バス停前 - アマノ前 - 渡辺商店前 - 小泉分館前 - 宇治木分館前 - 上井川郵便局前 - 神明社前 - 元農協バス停 - 寺沢分館前 - 広域農道付近 - バス折り返し場 - 老人福祉センター前 - 生活改善センター前 - 井内バス停 - 仲台バス停 - 老人福祉センター前 - 寺沢分館前 - 神明社前 - 元農協バス停 - 上井河郵便局前 - 宇治木分館前 - 小泉分館前 -  渡辺商店前 - アマノ前 - さくら駅(終点)
- 3便 買い物帰り (10:32 - 13:08運行)[6]

(起点)さくら駅 - 国花苑 - アマノ前 - 十字路付近 - 町民体育館前 - 畠山建設前 - 八幡分館前 - 運動広場入口 - 老人福祉センター前 - 交差点前 - 小学校前 - アマノ前 - 坂本バス停 - 上村バス停 - 秋田トランス前 - 伊藤商店前 - 役場前 - 農協前 - 神社前 - さくら駅 - さくら分館前 - 藤田商店前 - 町営住宅入口 - 小今戸分館前 - 今戸旧分館前 - 実相院前 - 海老沢分館前 - アマノ前(30分停車) - 渡辺商店前 - 小泉分館前 - 宇治木分館前 - 上井川郵便局前 - 神明社前 - 元農協バス停 - 寺沢分館前 - 広域農道付近 - バス折り返し場 - 仲台バス停 - 井内バス停 - 生活改善センター前(折り返し) - 井内バス停 - 仲台バス停 - 寺沢分館前 - 元農協バス停 - 上井河郵便局前 - 宇治木分館前 - 小泉分館前 - 渡辺商店前 - 五城目駅(終点)
- 4便 さくら駅帰り (14:05 - 14:40運行)[6]

(起点)国花苑 - さくら駅 - 神社前 - 農協前 - 役場前 - 伊藤商店前 - 秋田トランス前 - 上村バス停 - 坂本バス停 - アマノ前 - 町民体育館前 - 畠山建設前 - 八幡分館前 - 上井川郵便局前 - 元農協バス停 - 寺沢分館前 - 仲台バス停 - 井内バス停 - 老人福祉センター前(終点)
- 5便 ゆうゆう帰り、さくら駅行き (14:45 - 16:20運行)[6]

(起点)老人福祉センター前 - 広域農道付近 - バス折り返し場 - 仲台バス停 - 井内バス停 - 生活改善センター前 - 老人福祉センター前 - 寺沢分館前 - 元農協バス停 - 神明社前 - 上井河郵便局前 - 宇治木分館前 - 小泉分館前 -  渡辺商店前 - 小学校前 - 交差点前 - 老人福祉センター前 - 運動広場入口 - 八幡分館前 - 畠山建設前 - 町民体育館前 - 坂本バス停 - 上村バス停 - 秋田トランス前 - 伊藤商店前 - 役場前 - 農協前 - 神社前 - 勝又鮮魚店前 - スズキ部品バス停 - さくら駅 - さくら分館前 - 藤田商店前 - 町営住宅入口 - 小今戸分館前 - 今戸旧分館前 - 実相院前 - 海老沢分館前(終点)

## 車両
さくら号は日野メルファ9ミドルデッカーを使用している。ゆうゆう号はトヨタコースターB40･50系後期型を使用している。

## 利用状況
無料運行のため利用者数の統計は取られていない。平成29年度の運営予算額は年間1,820万円で、1,236万円は運行経費として委託事業者に支払われている。